# テイト論文
数論において、テイト論文 (Tate's thesis) とは、ジョン・テイトの1950年の博士論文 John Tate (1950) である。指導教官はエミール・アルティン (Emil Artin) であった。この論文の中で、彼はイデールの局所コンパクト群上の不変積分を使い、ヘッケ指標でツイストされた数体のゼータ函数をゼータ積分へ持ち上げ、その性質を研究した。調和解析を使い、詳しくは和公式を使い、彼はゼータ積分とツイストされたゼータ函数の函数等式と有理型接続を証明した。また、彼はツイストされたゼータ函数の極の位置を特定した。彼の仕事は、エーリッヒ・ヘッケの仕事であるツイストされたゼータ函数（L-函数）の函数等式の証明を、エレガントで強力な再定式化を行ったと見ることができる。ヘッケは、代数体の整数環の中の格子に付帯するテータ級数を使った。
これとは独立に、岩澤健吉は、第二次世界大戦中、本質的には同じ方法で（テイト論文の局所理論を使わずに）発見し、1950年のICM論文として発表し、1952年にデュドンネ (Dieudonné) 宛に手紙を書いた。このため、この理論を岩澤・テイト理論 (Iwasawa–Tate theory) と呼ぶことが多い。彼のデュドンネへの手紙の中で、L-函数の有理型接続や函数等式を導いただけでなく、主な計算から直ちに導くことのできる副産物として類数の有限性やディリクレの単数定理も証明した。正標数に対する理論は、10年早くヴィット (Witt)、シュミット (Schmid)、タイヒミューラー (Teichmuller) により開発されていた。
岩澤・テイト理論は、類体論から来るいくつかの結果を使う。

## 一般化
非可換な一般化：岩澤・テイト理論は、ロジェ・ゴドマン (Roger Godement) とハーベ・ジャケ (Hervé Jacquet) により、1972年に代数体上の一般線型群とそのアデール群の保型表現へ拡張された。この仕事は、ラングランズ対応の活動の一環でもある。
高次元への一般化：不分岐岩澤・テイト理論は、イヴァン・フェセンコ (Ivan Fesenko) により、2010年、代数体上の楕円曲線の正則モデルへと有限体上の曲線の函数体へ拡張された。この仕事は複素解析と高度なアデール的方法を使う数論のスキームの数論的ゼータ函数の研究の活動の一環である。高次類体論に含まれる K-理論の構造を使う。